# Georg Leonhard Hopf
Georg Leonhard Hopf (* 22. Dezember 1799; † 30. April 1844) war ein deutscher Küfer, Weinhändler und Brauer. Er gründete die Berliner Bockbier-Brauerei.

## Leben
Georg Leonhard Hopf, der nach widersprüchlichen Angaben in der Literatur entweder aus Württemberg oder der Bayerischen Pfalz stammte, kam Anfang der 1820er-Jahre nach Berlin. Er arbeitete zunächst als Küfer in der Weinhandlung der Gebrüder Habel, Unter den Linden 30, der seinerzeit größten Berlins, wo er aufgrund seiner Tüchtigkeit bald zum Kellermeister aufstieg. 1825 machte er sich selbständig und mietete im Haus Leipziger Straße 6, direkt neben dem Preußischen Kriegsministerium, Räumlichkeiten für eine Kellerei mit eigener Weinhandlung an. Diese eröffnete er unter dem eingeführten Namen „M. Deibel“. Die Weinhandlung Deibel hatte ihren Sitz zuvor im Nachbarhause Leipziger Straße 7, jedoch war Deibel selbst um 1821 gestorben und das Geschäft hatte danach seine Witwe Marie Margarethe Deibel geb. Schweitzer (1791–1858) weiter betrieben. Das Arrangement, das Hopf mit Marie Deibel fand, unter deren Namen auch die neue Weinhandlung lief, sollte zwei Jahre später zur Heirat der beiden führen.
Mit Weitsicht erkannte Hopf, dass es in Berlin, wo das Weißbier dominierte, einen Markt für das qualitativ überlegene „baierische Bier“ gab, so die verbreitete Bezeichnung für untergäriges Bier. Allerdings mangelte es an Kühlmethoden, welche es erlaubt hätten, solches Bier – insbesondere im Sommer – ohne das Risiko des Verderbens von den Brauereien in München oder Nürnberg an die Spree zu transportieren. Hopf beschloss daher, in der Leipziger Straße eigenes Bier nach bayerischem Rezept zu brauen. Für den ersten erfolgreichen Brauversuch, 1826 oder 1827, wurde angeblich der Waschkessel des Waschhauses herangezogen. Jedoch war das so hergestellte Bier noch obergärig, sodass es nur in Flaschen abgefüllt zum Verkauf kommen konnte, weshalb der Kreis der Abnehmer, trotz guten Zuspruchs, begrenzt blieb.
Durch die Heirat mit Marie Deibel inzwischen wohlhabend geworden, erwarb Hopf eine ehemalige Braunbierbrauerei in der Friedrichstraße 126, direkt am Oranienburger Tor gelegen. Das Berliner Adressbuch führt ihn ab 1828 unter dieser Adresse als „Baierischer Bierbrauer“ sowie unter der alten Adresse in der Leipziger Straße auch weiterhin als „Weinhändler“. Ab 1831 wird der Kaufmann F. W. Fanta aus der Linienstraße 139, „ein zu damaliger Zeit höchst geachteter Geldmann“, als Kompagnon Hopfs in der Friedrichstraße gelistet. Es ist unsicher, ob Fanta zuvor bereits stiller Teilhaber war, sprich den ursprünglichen Kauf (mit)finanziert hatte, oder später in das Unternehmen einstieg, nachdem sich Hopfs finanzielle Mittel als unzulänglich erwiesen hatten. In dieser Zeit war Hopf auch kommunalpolitisch aktiv. 1831/1832 war er stellvertretender Stadtverordneter.
In der Brauerei in der Friedrichstraße wurde das erste untergärige Bier in Berlin gebraut. Braumeister war zunächst Johann M. Ley, dann Joseph Pfeffer. Beide machten sich später selbständig und eröffneten in Berlin eigene Brauereien, Ley zunächst an der Kleinen Frankfurter Straße, dann an der Schönhauser Allee, Pfeffer, nach einem gescheiterten ersten Versuch, erfolgreich am heute nach ihm benannten Pfefferberg. Das Brauereigebäude in der Friedrichstraße wurde in den 1840er-Jahren abgebrochen und an seiner Stelle 1848/1849 das – heute denkmalgeschützte – Friedrichs-Gymnasium errichtet.
Im Jahr 1838 erwarb Hopf für 800 Taler ein 4 Morgen großes Grundstück am Tempelhofer Berg im Bereich der heutigen Fidicinstraße, das zuvor als Weideland genutzt worden war. Der dortigen Grundsteinlegung für die Baierisch-Bierbrauerei G. Hopf am 8. Mai 1838 folgte bereits bald die Eröffnung. Der dazugehörige „Biergarten“ bestand lediglich aus einem baumlosen Sandplatz, auf denen zwei Bretterbuden mit herkömmlichen Holzbänken und Holztischen errichtet worden waren, die man jedoch großspurig als „Bierhallen“ bezeichnete.
Zu Ostern 1840 veranstaltete Hopf hier das erste Berliner Bockbierfest. Der Erfolg war so durchschlagend und der Zuspruch der Bevölkerung zu dem ungewohnt süffig-braunen Bier so groß, dass Hopf schon bald stark expandieren konnte.

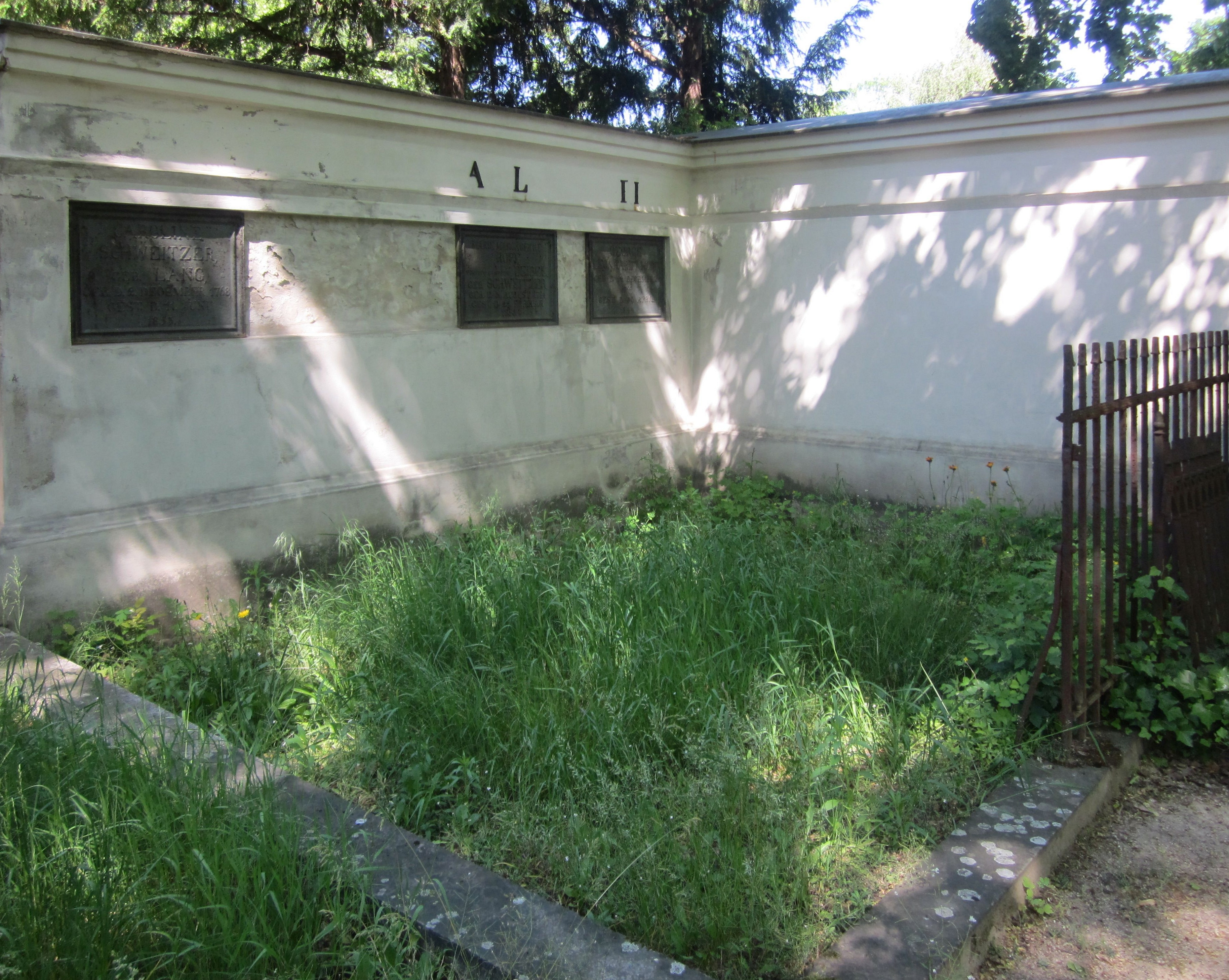
Das Erbbegräbnis Hopf-Schweitzer auf dem Dreifaltigkeitsfriedhof I in Berlin-Kreuzberg

Ein Brand zerstörte die Brauerei im Jahr 1842. Es kam zwar zum Wiederaufbau, jedoch starb Georg Leonhard Hopf am 30. April 1844 im Alter von nur 44 Jahren, angeblich an den Folgen der durch die Brandkatastrophe ausgelösten Aufregungen. Die Beisetzung erfolgte in einem Erbbegräbnis auf dem Dreifaltigkeitsfriedhof I vor dem Halleschen Tor. Auch seine Frau Marie Margarethe Hopf geb. Schweitzer verw. Deibel wurde später dort beigesetzt. Friedrich Holtze mutmaßte 1898 in den Schriften des Vereins für die Geschichte Berlins über Hopf: „[S]ein Grab ist sicherlich längst verfallen“. Der Historiker irrte. Das verputzte Wandgrab Hopf-Schweitzer auf dem Dreifaltigkeitsfriedhof I ist bis heute erhalten geblieben. Die drei noch vorhandenen gusseisernen Inschriftentafeln erinnern an Georg Leonard und Marie Hopf sowie an Caroline Schweitzer geb. Lang (1768–1835), die Mutter von Frau Hopf.
Marie Hopf und deren Söhne aus erster Ehe, die Gebrüder Deibel, führten die Brauerei bis 1861; dann wurde sie verkauft an den Hotelbesitzer Ehrenreich, der 1871 die Berliner Bockbier-Brauerei in eine AG umwandelte. 1917 fusionierte die Bockbrauerei mit der Patzenhofer-Brauerei, die sich wiederum drei Jahre später mit Schultheiss zusammenschloss.